# Savska Ves
Savska Ves (en húngaro: Százkő) es una aldea en el condado de Međimurje, Croacia.
La aldea es parte de la municipalidad de Čakovec, capital del condado de Međimurje. Se encuentra cerca de los límites al sur de la ciudad, cerca de dos kilómetros del centro. Está conectada también con la aldea de Strahoninec, una municipalidad aparte. Hay dos calles en Savska Ves, una de ellas formada por el camino que conecta Čakovec con Totovec. La población de la aldea según el censo de 2001 era de 1.238 personas.

## Historia
Se desconoce cuándo se estableció la aldea. Sin embargo, es probable que haya existido bajo el nombre de Zawszkawecz, según la lista de asentamientos en el área de Čakovec en 1478.
En el censo de 1857, la población de Savska Ves era de 219 habitantes. A comienzos del siglo XX, llegó a los 400 habitantes. La aldea era predominantemente habitada por croatas en ese tiempo. En el censo de 1910, tenía una población de 446 personas. Era parte del distrito de Čakovec (en húngaro: Csáktornyai járás) del Condado de Zala en el reino de Hungría.
En 1920, cuando se firmó el tratado de Trianón, la aldea pasó a ser parte del reino de Yugoslavia. En el censo de 1921, tenía una población de 493 personas, que creció a 598 en el censo siguiente, diez años después. Entre 1941 y 1945, perteneció a Hungría una vez más, ya que los húngaros habían anexado completamente la región de Međimurje.
Después de la Segunda Guerra Mundial, la aldea pasó a ser parte de Croacia, dentro de la República Federal Popular de Yugoslavia. Tenía una población de 709 personas en el censo de 1948, la cual ascendió a los 1.000 habitantes en los años 1980. Después de la independencia de Croacia en 1991, una porción de la aldea fue anexada a Strahoninec. Curiosamente, la población de Savska Ves en los censos de 1991 y 2001 era la misma: 1.238 habitantes.
- Datos: Q919562
- Multimedia: Savska Ves / Q919562